# Роллинз, Райан
Райан Энтони Роллинз (англ. Ryan Anthony Rollins; род. 3 июля 2002, Детройт, Мичиган) — американский профессиональный баскетболист клуба НБА «Милуоки Бакс».

## Ранние годы
Роллинз родился и вырос в Детройте, штат Мичиган. Он играл в баскетбол за среднюю школу Дакота из Макома, штат Мичиган. На первом курсе он набрал в среднем 17,1 очка, 7 подборов, 3,2 передачи и 2,5 перехвата за игру, пропустив вторую половину сезона из-за травмы подколенного сухожилия. В своём старшем сезоне Роллинз набрал в среднем 25,5 очков, 9 подборов и 5 передач за игру, попав во вторую сборную штата по версии Associated Press. Будучи трёхзвездным новобранцем, он взял на себя обязательство играть в студенческий баскетбол за «Толедо».

## Карьера в колледже
Роллинз немедленно оказал влияние в качестве новичка в «Толедо». Он набирал в среднем 13,7 очка, 5,2 подборов и 2,5 передачи за игру, и был признан Новичком года конференции MAC после того, как помог команде выиграть титул конференции регулярного сезона. Роллинз взял на себя ведущую роль во втором курсе после ухода Марреон Джексон. 24 ноября 2021 года он набрал рекордные 35 очков в победной финальной игре чемпионата Нассау против «Костал Каролина» (79:70), где его признали Самым ценным игроком турнира. Роллинз помог «Толедо» вновь стать чемпионом конференции. Как второкурсник, он набрал в среднем 18,9 очка, 6 подборов и 3,6 передачи за игру, попав в первую сборную конференции MAC. 7 апреля 2022 года Роллинс объявил об участии на драфте НБА 2022 года, сохраняя при этом право на участие в колледже. Позже он решил остаться на драфте, отказавшись от оставшегося права на колледж.

## Карьера в НБА

### «Голден Стэйт Уорриорз»/«Санта-Круз Уорриорз» (2022—2023)
На драфте НБА 2022 года Роллинз был выбран командой «Атланта Хокс» во втором раунде под 44-м общим выбором. Позже он был обменён в «Голден Стэйт Уорриорз» в обмен на права с драфта на Тайриза Мартина, 51-й выбор драфта и денежные вознаграждения. 28 июля 2022 года Роллинз подписал свой контракт новичка с «Уорриорз». Он не играл за «Голден Стэйт» в Летней лиге НБА из-за травмы правой ноги.
6 февраля 2023 года «Уорриорз» объявили, что Роллинз пройдет операцию, чтобы устранить перелом плюсневой кости на правой ноге.

### «Вашингтон Уизардс»/«Кэпитал-Сити Гоу-Гоу» (2023—2024)
6 июля 2023 года Роллинз был обменён вместе с Джорданом Пулом, Патриком Болдуином и драфт-пиками в «Вашингтон Уизардс» в обмен на Криса Пола. 8 января 2024 года от него отказались.

### «Милуоки Бакс»/«Висконсин Херд» (2024—настоящее время)
21 февраля 2024 года Роллинс подписал двухлетний двухсторонний контракт с «Милуоки Бакс». 4 марта 2025 года «Бакс» преобразовал свой двусторонний контракт в стандартный контракт.

## Личная жизнь
Отец Райана, Кристофер, играл в баскетбол за Университет Дэвенпорта.
12 января 2024 года Роллинзу было предъявлено обвинение по семи пунктам мелкого воровства после того, как у него неоднократно находили предметы домашнего обихода из местного магазина «Target».

## Статистика

### Статистика в НБА
| Сезон                                                                                    | Команда      | Регулярный сезон | Регулярный сезон | Регулярный сезон | Регулярный сезон | Регулярный сезон | Регулярный сезон | Регулярный сезон | Регулярный сезон | Регулярный сезон | Регулярный сезон | Регулярный сезон | Серия плей-офф | Серия плей-офф | Серия плей-офф | Серия плей-офф | Серия плей-офф | Серия плей-офф | Серия плей-офф | Серия плей-офф | Серия плей-офф | Серия плей-офф | Серия плей-офф |
| Сезон                                                                                    | Команда      | GP               | GS               | MPG              | FG%              | 3P%              | FT%              | RPG              | APG              | SPG              | BPG              | PPG              | GP             | GS             | MPG            | FG%            | 3P%            | FT%            | RPG            | APG            | SPG            | BPG            | PPG            |
| ---------------------------------------------------------------------------------------- | ------------ | ---------------- | ---------------- | ---------------- | ---------------- | ---------------- | ---------------- | ---------------- | ---------------- | ---------------- | ---------------- | ---------------- | -------------- | -------------- | -------------- | -------------- | -------------- | -------------- | -------------- | -------------- | -------------- | -------------- | -------------- |
| 2022/23                                                                                  | Голден Стэйт | 12               | 0                | 5,2              | 35,0             | 33,3             | 100,0            | 1,0              | 0,5              | 0,1              | 0,1              | 1,9              | Не участвовал  | Не участвовал  | Не участвовал  | Не участвовал  | Не участвовал  | Не участвовал  | Не участвовал  | Не участвовал  | Не участвовал  | Не участвовал  | Не участвовал  |
| 2023/24                                                                                  | Вашингтон    | 10               | 0                | 6,6              | 52,0             | 66,7             | 76,5             | 1,1              | 1,1              | 0,8              | 0,3              | 4,1              | Не участвовал  | Не участвовал  | Не участвовал  | Не участвовал  | Не участвовал  | Не участвовал  | Не участвовал  | Не участвовал  | Не участвовал  | Не участвовал  | Не участвовал  |
| 2023/24                                                                                  | Милуоки      | 3                | 0                | 4,0              | 50,0             | 100,0            | -                | 0,7              | 1,0              | 0,7              | 0,0              | 1,0              | Не участвовал  | Не участвовал  | Не участвовал  | Не участвовал  | Не участвовал  | Не участвовал  | Не участвовал  | Не участвовал  | Не участвовал  | Не участвовал  | Не участвовал  |
| 2024/25                                                                                  | Милуоки      | 56               | 19               | 14,6             | 48,7             | 40,8             | 80,0             | 1,9              | 1,9              | 0,8              | 0,3              | 6,2              | Не участвовал  | Не участвовал  | Не участвовал  | Не участвовал  | Не участвовал  | Не участвовал  | Не участвовал  | Не участвовал  | Не участвовал  | Не участвовал  | Не участвовал  |
|                                                                                          | Всего        | 81               | 19               | 11,9             | 48,1             | 41,4             | 80,9             | 1,6              | 1,5              | 0,7              | 0,3              | 5,1              | Не участвовал  | Не участвовал  | Не участвовал  | Не участвовал  | Не участвовал  | Не участвовал  | Не участвовал  | Не участвовал  | Не участвовал  | Не участвовал  | Не участвовал  |
| Наведите курсор мыши на аббревиатуры в заголовке таблицы, чтобы прочесть их расшифровку. |              |                  |                  |                  |                  |                  |                  |                  |                  |                  |                  |                  |                |                |                |                |                |                |                |                |                |                |                |

### Статистика в NCAA
| Сезон | Команда | Conf  | Class | GP | GS | MPG  | FG%  | 3P%  | FT%  | RPG | APG | SPG | BPG | PPG  |
| --- | ------- | ----- | ----- | -- | -- | ---- | ---- | ---- | ---- | --- | --- | --- | --- | ---- |
| 2020/21 | Толедо  | MAC   | FR    | 30 | 30 | 30,2 | 43,1 | 32,3 | 78,6 | 5,2 | 2,5 | 1,1 | 0,1 | 13,7 |
| 2021/22 | Толедо  | MAC   | SO    | 34 | 34 | 32,7 | 46,8 | 31,1 | 80,2 | 6,0 | 3,6 | 1,7 | 0,3 | 18,9 |
| Всего | Всего   | Всего | Всего | 64 | 64 | 31,5 | 45,3 | 31,7 | 79,6 | 5,6 | 3,1 | 1,4 | 0,2 | 16,4 |
| Наведите курсор мыши на аббревиатуры в заголовке таблицы, чтобы прочесть их расшифровку Статистика приведена с сайта sports-reference.com |         |       |       |    |    |      |      |      |      |     |     |     |     |      |